# Пізня перм
Пізня перм, або лопінг (259.9–251.9 Ma) — остання епоха пермського періоду й остання епоха палеозою. Лопінгу передував гвадалупська епоха, а за ним — ранній тріас.
Назва лопінг була введена Амадеєм Вільямом Грабау в 1931 році і походить від міста Лепін, Цзянсі в Китаї. Пізня перм складається з двох етапів/віків: вучіапін і чангсінгій.
Лопінгіан закінчився періодом пермсько-тріасового вимирання.

## Фауна
Початок лопінгу супроводжувався глобальним регресом, падінням рівня моря. Одночасно відбулося масове вимирання, яке можна розглядати як першу фазу глобального вимирання в кінці пермського періоду. Цей переломний момент із його географічними та екологічними змінами створив можливість випромінювання в різних групах тварин, яке відбувалося швидко, але знову вимерло до кінця пермського періоду. Ці події призвели до виділення лопінгу як окремого розділу пермі. Прикладом такого випромінювання є еволюція Pareiasauridae, яка створила широкий спектр форм протягом двох мільйонів років. Вони зайняли екологічні ніші, що звільнилися після вимирання великих травоїдних родини казеєвих, що належать до пелікозаврів.